# John MacFarlane
John MacFarlane ist ein amerikanischer Sprachphilosoph und Logiker, der einflussreiche Beiträge zur wahrheitswerttheoretischen inferentiellen Semantik erarbeitet hat. Er ist Professor für Philosophie an der UC Berkeley. 2015 wurde er in die American Academy of Arts and Sciences gewählt.
John MacFarlane ist Autor und leitender Entwickler des freien Dokumentkonverters Pandoc.

## Werk

### Normativität der Logik
MacFarlane verteidigt im Bezug auf die Normativität der Logik für menschliches Denken die Position, dass Freges Behauptung anzuerkennen ist, in Grundgesetze der Arithmetik die Beschränkungen der Logik Kants überwunden zu haben. Er arbeitet diese Idee in Frege, Kant, and the Logic in Logicism (2002) aus. Die im Fachdiskurs umstrittene Vergleichbarkeit der Systeme Freges und Kants wird demgemäß durch das Argument erreicht, dass beide Denker Logik grundlegend durch ihre Allgemeinheit als zentralem Charakteristikum definieren und Freges Ansatz daher geeignet sei, den Kantschen zu überwinden.
In In What Sense (If Any) Is Logic Normative for Thought? (2004) wendet sich MacFarlane dem von Gilbert Harman aufgeworfenem Problem der grundlegenden Beziehung von Logik und menschlichem Denken zu. Er entwickelt eine grobe Methodologie, die Harmans Position, dass es keine Brückenprinzipien gäbe, einzuhegen sucht und ein verbessertes Prinzip als Ausgangspunkt weiterer begrifflicher Forschung in dem Bereich vorschlägt.
Normativität der Logik ist ein Grundthema der Philosophie MacFarlanes und beschäftigte ihn bereits in seinem Ph.D. an der University of Pittsburgh im Jahr 2000.

### Sprachrelativismus
In Assessment sensitivity erarbeitet MacFarlane eine dreilagige sprachrelativistische Theorie (Semantics proper, Semantics post, Pragmatics).
Das Projekt versucht die jeweiligen Vorteile der drei traditionellen semantischen Positionen – Objektivismus, Kontextualismus, und Expressionismus – in einer Beurteilungs-relativen Position zu vereinen und so die jeweiligen Nachteile der drei bestehenden Positionen zu umgehen. Zu diesem Zweck erweitert MacFarlane nach der Zurückweisung der Standardargumente gegen relativistische Positionen die etablierte Kontextsensitivität der etablierten nicht-relativistischen Semantiken um Beurteilungssensitivität in analoger Handhabung. Damit vermeidet der Denker die Probleme, die normalerweise mit semantischem Relativismus einhergehen. Der technische Unterbau, der Beurteilungssensitivität von Propositionen mit Hilfe eine Indices-gestützten Semantik zu erreichen sucht, basiert auf David Kaplan und David Lewis.

## Schriften (Auswahl)
- Richard on Truth and Commitment, Philosophical Studies Nr. 106, 2012, S. 445–453.
- Double Vision: Two Questions About the Neo-Fregean Program, Synthese Nr. 170, 2009, S. 443–456.
- Boghossian, Bellarmine, and Bayes, Philosophical Studies 141, 2008, S. 391–398.  Eine einflussreiche Kritik von Paul Boghossians ›Angst vor der Wahrheit‹, auf die auch in Markus Gabriels Nachwort zur deutschen Ausgabe Bezug genommen wird.[8]
- Brandom’s Demarcation of Logic, Philosophical Topics Nr. 36, 2008, S. 55–62.
- The Logic of Confusion, Philosophy and Phenomenological Research Nr. 74, 2007, S. 700–708.
- What does it mean to say logic is formal?, University of Pittsburgh, 2000.

## Belege
1. ↑  Frege, Kant, and the Logic in Logicism, The Philosophical Review 111 (2002), S. 25–65, S. 57.
2. ↑  In What Sense (If Any) Is Logic Normative for Thought? (APA 2004), unveröffentlicht, S. 24. Das Werk wird bereits rezipiert; vgl. z. B. Hartry Field: What is the normative role of logic?, Proceedings of the Aristotelian Society Supplementary, Bd. lxxxiii, doi:10.1111/j.1467-8349.2009.00181.x.
3. ↑  Dov M. Gabbay, Francis Jeffry Pelletier, John Woods: Logic: A History of its Central Concepts. Newnes, 2012, S. 59.
4. ↑  Assessment sensitivity (unveröffentlicht): S. 78, online (PDF; 1,2 MB).
5. ↑  Assessment sinsitivity (unveröffentlicht): S. 35–37.
6. ↑  Assessment sensitivity (unveröffentlicht): S. 43–58.
7. ↑  Assessment sinsitivity (unveröffentlicht): S. 77.
8. ↑   Markus Gabriel: Nachwort: Abgesang und Auftakt, in: P. Boghossian: Angst vor der Wahrheit. Ein Plädoyer gegen Relativismus und Konstruktivismus. Suhrkamp, Berlin 2013, S. 135–156, hier: 149.